# Berliet GBU 15
Le Berliet GBU 15 est un camion porteur construit par Berliet au profit de l'armée française qui l'utilisa entre 1959 et 1984, avant son remplacement par le TRM 10000.

## Historique
Dans les années 1950, Rochet-Schneider avait débuté la conception d'un camion portant le nom de T-6, et devenant filiale de Berliet en 1959, le projet a été repris par la maison mère, sous le nom de GBU.

## Caractéristiques

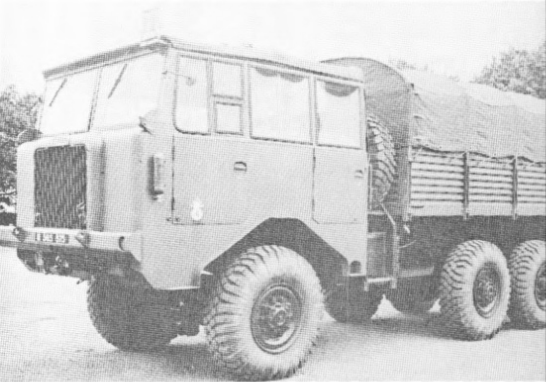
Berliet GBU 15 plateau-ridelles bâché.

Le Berliet GBU est motorisé par un six cylindres polycarburants développant une puissance de 214 ch, transmis aux roues via une boite de vitesses 5 rapports en plus de la marche arrière. Celle-ci était étagée en rapports courts et longs.
Deux réservoirs portaient la capacité d'emport à 400 litres de diesel, offrant ainsi une autonomie d'environ 800 kilomètres.
La capacité de charge sur la route était fixée à 10 tonnes et 6 tonnes sur le terrain. Une remorque d'une longueur maximale de 15 tonnes (?) pourrait être transportée. Le GBU 15 est en mesure de franchir un gué d'un mètre de profondeur sans Schnorchel ou ni préparation.

## Utilisation
Outre la France, ce camion a également été utilisé en Belgique, en République populaire de Chine et dans les Émirats arabes unis.